# Cyclisme aux Jeux de l'Amitié de 1984
Le cyclisme est un des sports qui est au programme des Jeux de l'Amitié de 1984. Ces jeux ont lieu à l'initiative des comités olympiques des pays qui boycottent les Jeux olympiques de Los Angeles. Ces jeux ne connaissent pas le succès des vrais Jeux olympiques, tant par la participation que par la notoriété.

## Les résultats

### Cyclisme sur route
- Les compétitions sur route ont lieu en RDA: 
le 23 août, à Forst se dispute le titre par équipes[1] 
le 26 août à Schleiz, se déroule la coupe individuelle[2]

| Épreuve                                     | Or                                                  | Or      | Argent                                                                   | Argent  | Bronze                                                                | Bronze  |
| ------------------------------------------- | --------------------------------------------------- | ------- | ------------------------------------------------------------------------ | ------- | --------------------------------------------------------------------- | ------- |
| Course individuelle 174,8 km                | Alexandre Zinoviev                                  | 4:44.21 | Uwe Raab                                                                 | 4:44.21 | Andrzej Mierzejewski                                                  | 4:44.21 |
| Course de 100 km contre-la-montre en équipe | RDA Uwe Ampler Falk Boden Bernd Drogan Mario Kummer | 2:01.35 | URSS Sergueï Navolokine Alexandre Zinoviev Evgeni Korolkov Assiat Saitov | 2:01.46 | Tchécoslovaquie Milan Kren Milan Jurčo Vlastibor Konecny Michal Klasa | 2:03.54 |

### Cyclisme sur piste
Les compétitions sur piste ont lieu au vélodrome de Moscou-Krylatskoïe, du 18 au 22 août.

L'équipe d'URSS établit en poursuite par équipes un nouveau record du monde sur piste couverte sur 4 000 m (4 min 14 s 26/100). Elle est battue en finale par la RDA.
| Discipline                    | Or                                                         | Or        | Argent                                                                | Argent    | Bronze                                                                | Bronze    |
| ----------------------------- | ---------------------------------------------------------- | --------- | --------------------------------------------------------------------- | --------- | --------------------------------------------------------------------- | --------- |
| Course aux points (50 km)     | Miklos Somogyi                                             | 81 points | Martin Penc                                                           | 77 points | Ivan Romanov                                                          | 73 points |
| Poursuite individuelle (4 km) | Gintautas Umaras                                           | 4:33.66   | Bernd Dittert                                                         | 4:33.88   | Ryszard Dawidowicz                                                    | 4:40.21   |
| Poursuite par équipes (4 km)  | RDA Bernd Dittert Mario Hernig Volker Winkler Carsten Wolf |           | URSS Marat Ganeïev Alexandre Krasnov Valeri Movchan Vassili Schpundov |           | Tchécoslovaquie Teodor Cerny František Raboň Aloïs Trcka Pavel Soukup |           |
| Vitesse individuelle          | Lutz Hesslich                                              |           | Sergueï Kopylov                                                       |           | Vratislav Sustr                                                       |           |
| 1 km contre-la-montre         | Sergueï Kopylov                                            | 1:03.56   | Maic Malchow                                                          | 1:04.17   | Milan Hajek                                                           | 1:05.67   |